# Левкино (Кировская область)
Левкино — деревня в Санчурском муниципальном округе Кировской области России.

## География
Деревня находится в юго-западной части Кировской области, в зоне хвойно-широколиственных лесов, на правом берегу реки Южовки, на расстоянии приблизительно 9 километров к юго-востоку от Санчурска, административного центра района. Абсолютная высота — 106 метров над уровнем моря.
Климат
Климат характеризуется как умеренно континентальный, с умеренно холодной снежной зимой и тёплым летом. Среднегодовая температура — 1,5 °C. Абсолютный минимум температуры воздуха самого холодного месяца (января) составляет −45 °C; абсолютный максимум самого тёплого месяца (июля) — 37 °C. Годовое количество атмосферных осадков — 687 мм, из которых большая часть выпадает в тёплый период.

## Население
| 2010 |
| ---- |
| 0    |

## Известные уроженцы
- Разинов Валентин Михайлович (1909—1980) — советский военный деятель. Участник Великой Отечественной войны и советско-японской войны — командир дивизиона 452-го миномётного полка 55-й отдельной миномётной бригады 1-й отдельной Краснознамённой армии, капитан. Подполковник (1951). Кавалер ордена Ленина (1956). Член ВКП(б) с 1932 года.